# 원돈성불론
《원돈성불론(圓頓成佛論)》은 고려의 승려 보조국사 지눌(知訥: 1158-1210)의 저서로 화엄 사상의 대의를 밝힌 책이다. 당시 불교계가 선종과 교종의 양종으로 서로 반목함을 개탄하고 선종에 대한 교종의 오해를 해명하기 위하여 지은 것이다.
"원돈(圓頓)"은 원돈교(圓頓敎)의 준말로 화엄의 도리를 뜻한다. 따라서 "원돈성불론"은 화엄의 도리에 의한 성불론을 뜻한다. 때문에 성불론(成佛論)이라고도 한다. 즉 이 책은 그의 제자 혜심(慧諶: 1178-1234)의 발문에 있듯이 선·교 양종이 서로 원수처럼 싸우는 잘못을 시정하고자 지은 것이다.

## 참고 문헌
- 이 문서에는 다음커뮤니케이션(현 카카오)에서 GFDL 또는 CC-SA 라이선스로 배포한 글로벌 세계대백과사전의 내용을 기초로 작성된 글이 포함되어 있습니다.